# Ишијас
Ишијас, ишијадични неуритис, лумбоишијалгија, ишијалгија (лат. ischas, lumboischialgia, ischialgia), је скуп симптома, (међу којима доминира бол), који може бити изазван потпуном компресијом и/или надражајем једног од пет кичмених коренова живаца који заједнички граде ишијадични живац (лат.-n.ischiadicus) у регијама плексуса, стабла и огранака ишијадичног живца.
Нервне структуре ишијадикуса могу оболети примарно (есенцијално), неурогено или секундарно због неке опште болести или локалног обољења суседних структура (најчешће као последица компресије или иритације) када говоримо о неуралгично-неуротичним симптомима левог, десног или оба ишијадична живца.
Бол је локализован у доњем делу леђа (слабини), крстима, задњици и/или различитим деловима ногу и стопала. Бол, јаког или слабијег интензитета, који зрачи од слабинског дела све до стопала, може бити праћен утрнулошћу, слабошћу мишића, сензацијама у виду пецкања, жарења или пробода иглама, и ствара потешкоће у кретању и померању ноге. Типични, симптоми су локализовани само на једној страни тела.

## Дилема (болест или симптом)
Иако је ишијас назив за уобичајен облик слабијих или јачих болова у леђима и ногама, право значење овог термина је често погрешно, јер ишијас означава скуп симптома а не дијагнозу промена које врше притисак и иритирају корене живаца изазивајући бол. За ишијас (који се из практичних разлога) подржава као посебан клинички ентитет, сасвим се поуздано зна, да се не ради о болести суи генерис и да етиолошки и патогенетски фактори могу бити различите природе. Овај став је важан, јер је за терапију ишијаса или ишијасних симптома од изузетног значаја познавање узрока болести коју прати ишијасна симптоматологија, и која ће често бити различита, у зависности од основних узрока поремећаја-болести.
Најчешћи узрочник ишијаса је хернија међупршљенског диска, а као други узрочници наводе се; повреде леђа, иритација живца изазвана артритисом кичме, други запаљенски процеси, васкуларни, ендо и егзотоксични чиниоци, као и притисак на живац након одређених врста напора, психичка стања итд.

## Епидемиологија
Најмање четвртина болесника који траже помоћ ортопеда жали се на болове у доњем делу леђа или на болове у ногама који зраче из слабинског дела. Ишијас има велике привредне и социјалне последице, јер заузима видно место у обољевању и прво место међу свим болестима периферног нервног система и недвосмислено је болест модерног доба и последица модерног начина живота.
Промене које су могле да изазову појаву ишијаса откривене су у Ирану на скелету старом 11.000 година. Становништво долине Нила у периоду 4.000. п. н. е. због промена на кичменом стубу имало је истоветне тегобе какве срећемо код данашњих болесника. Сличне и исте промене забележене су и на скелетима из римских ископина.
Први је у стручној литератури ишијас описао, напуљски лекар Д. Котугно средином 18. века. У 19. веку и почетком 20. века болест је схваћена као као неуралгично или неуротично обољење сакралног (крсног)- ишијадичког плексуса, ишијадичног живца и његових коренова.
За многобројна истраживања патолошких промена код ишијаса заслужни су многи лекари међу којима се посебно истичу Француз Ласегу и Србин Лазаревић, двојица лекара која су паралелно описала важан дијагностички тест наступања бола код истезања ишијадикуса, који данас неоправдано носи назив Ласегуеов тест. 
За важан преокрет у тумачењу ишијаса, у смеру његове вертебралне етиологије, а посебно у смислу дископатија, заслужни су научници Шморл и Јунгханс (1932), као и клинички и рендгенолошки радови Микстара и Бара.
У другој половини 20. века све више се јављају ставови (углавном неурохирурга) који пренаглашавају механичку етиологију ишијаса и других (као што су Вертенберг, Шилер Волтман итд)који уз вертебралну етиологију наводе и невертебралне етиолошке факторе ишијаса, инфективне и токсичне генезе.
Око 5% до 10% болесника у оквиру лумбалне радикулопатије има као главни симптом ишијалгију, док се преваленца лумбалног бола креће од 49% до 70%. Инциденца ишијаса код лумбалне радикулопатије, као последица оштећења фиброзног диска, у општој популацији процењује се на 2,2%.
Међу факторима ризика за настанак ишијаса код радикулопатије, бројна истраживања показују утицај следећих фактора;
- лични фактори (животна доб, телесна висина, ментални стрес и пушење),
- професионални фактори (рад повезан са сталним дизањем и ношењем терета, изложеност вибрацијама током рада или за време дугих вожњи.)

Полне разлике и физичка спремност према спроведеним истраживањима нису непосредно повезане са ишијасном радикулопатијом.

##### Ризичне групе
- Особе које свакодневно обављају тешке физичке послове.
- Особе изложене вибрацији (нпр возачи, пилоти хеликоптера).
- Особе са остеопорозом чешће пате од ишијаса Особе које већи део времена проводе у вишечасовном нефизиолошком положају (претежно седећи посао).
- Старији људи код којих је дошло до дегенеративних промена хрскавичног ткива.
- Особе са остеопорозом
- Особе са неком урођеном аномалијом кичме,
- Особе које су задобиле повреду кичме.
- Особе након оперативних захвата на кичми.
- Гојазне особе

## Етиологија
Ишијас није специфична болест, него симптом који може бити изаван разним акутним и хроничним процесима у леђима, али може бити и рефлексна реакција, која настаје под утицајем промена у трбушној дупљи и малој карлици када се бол из ових подручја рефлексно шири у доњи део леђа.
Ишијас настаје када постоји притисак или оштећење ишијадичног живца. 
Прерано старење организма и дегенеративне промене међупршљенског дискуса су основни (главни) разлози за настанак симптома овог поремећаја. У малом проценту болесника узрок се може наћи у другим узроцима. Најчешће при подизању терета из неправилног положаја тела (погрешан, нагли покрет) настаје пуцања фиброзног прстена дискуса и изласка његовог средишњег дела-желатинозног језгра, које врши притисак на поједине кичмене коренове живаца (место одакле полазе живци). Најчешћа локализација ових промена је између петог лумбалног (слабинског) и првог сакралног (крсног) (L5-S1) пршљена са притиском на први сакрални (крсни) корен. Ређи је пролапс између четвртог и петог (L4-L5), лумбалног (слабинског) пршљена са компресијом петог слабинског корена, а још ређи између трећег и четвртог или другог и трећег слабинског пршљена.
| Дегенерација | Протрузија | Пролапс | Секвестрација |
| ------------ | ---------- | ------- | ------------- |
|              |            |         |               |

### Најчешћи узроци ишијаса
Постоји више разлога зашто су нервне структуре које улазе у састав ишијадикуса подложније оштећењима него што се то дешава код других живаца (без обзира на ком нивоу је дошло до промена; у подручју коренова, ишијадичног сплета или у његовим периферним гранама). Велики део неурона ишијадичних нервних структура је веома дуг (јер је то најдужи живац у телу), па је самим тим и биолошки осетљивији. Други разлог је његов специфичан пут и топографски однос са појединим органима и разноврсним структурама у телу, и на крају велика дистрибуција подручја његовог гранања у мишићима, зглобовима и кожи.
Данас се сматра да је знатан број случајева ишијадичког синдрома (и до 80%) вертебралне етиологије, као последица промена на хрскавичним и коштаним структурама и лигаментима кичменог стуба, у које спадају;
Спинална стеноза (сужење кичменог канала у доњем делу кичме)
Спинална стеноза или компресија унутар кичменог канала , изазива сужење простора у коме је смештена кичмене мождина, кауда еквина, и корени ишијадичног живац. Ова сужавања могу бити узрокована коштаним израштајима (остеофитима), дислокацијом тела пршљенова спондилолистезом, запаљењем, или хернијом диска јер смањују расположиви простор кичменој мождини, врше притисак (укљештење) и иритирају живце који полазе из кичмене мождине и формирају ишијадични живац.
Дегенеративна болест међупршљенског диска
Оштећење међупршљенског диска, „јастучића“ који се налази између два пршљена и обезбеђује савитљивост кичме, познато под називом дискус хернија најчешћа је дегенеративна болест међупршљенског диска.
Спондилолистеза
Стање у коме један пршљен „клизи“ преко другог назива се спондилолистеза. Спондилолистеза је најчешће асимптоматска, али често може да изазове јаке бол по типу ишијаса, који се шири у крста, задњи део бутине и лист ноге; или може бити по типу клаудикација (јер се бол јавља током хода или дуготрајног стајања, изазива храмање и приморава болесника да прекине ход).
Компресивни моменат као етиолошки фактор ишијаса може деловати и код неких физиолошких (трудноћа) али и патолошких стања која нису у директној вези са вертебралним структурама као што су;
Трудноћа
У току трудноће код појединих жена може доћи до поремећаја статике кичменог стуба изазваног увећањем садржаја трбушне дупље и променом хормонског статуса (зазваног) повећаног еластицитета везивног ткива. Материца увећана плодом, плодовом водом и сопственом масом, притиска на ишијадични живац. Мишићна напетост изазвана додатном тежином фетуса и плодове воде, може вршити притисак на кичмени стуб и коренове његових живаца, а промењена секреција хормона промене у саставу хрскавичавог ткива дискуса.
Повреде
Повреде кичменог стуба и кичмене мождине, као што су прелом, ишчашење, нагњечење, кичмених пршљенова чести су узроци ишијаса, због дислокације фрагмената костију, зглобова, међупршљенског диска, дискус херније, крварења и едема у кичменом каналу итд., која за последицу има компресију ишијадичног живца.
Тумори
Појава ишијадичног бола и њена карактеристика зависи од локализацији тумора који се разврставају у;
- Туморе који расту са пршљена (предњи или задњи део пршљена) - хондром, остеом, остеоид остеома, хордом.
- Туморе који расту унутар дуралног омотача изван кичмене мождине - неурином (расте са корена кичменог живца) и менингеом (расте са дуралног омотача)
- Туморе који расту унутар кичмене мождине - астроцитоми и епендимоми.
- Малигни тумори других органа који могу метастазирати у кичмени канал или у пршљенове.

Бол код тумора у лежећем положају се појачава за разлику од бола због дискус херније који често попушта приликом лежања, што је важно за постављање дијагнозе.
Остали узроци
Синдром ишијаса може се појавити у току следећих стања;
- опште инфекције акутне и хроничне (код многих ендо и егзотоксичних инфекција, сепсе, тифусе, грипе, маларије сифилиса, туберкулозе),
- шећерна болест, алкохолизам, тровања живом арсеном оловом, са неуротичном сликом ишијаса,
- гојазност
- равни табани,
- код седентарног начина живота и нередовног физичког вежбања,
- након дуготрајне изложености вибрацијама,
- након употребе неадекватне обуће (ношење штикли), спавања на неодговарајућем душеку,
- у току психогених стања (нпр. код психонеуротичара) итд.

## Клиничка слика
Ишијасни бол
- Интензитет ишијасног бола као главног симптома може варирати од безначајног до јаког (може имати карактер благог замора, тупог бола или пецкање, па све до јаког бола који ограничава кретање болесника.
- Бол се најчешће јавља на једној страни.
- Део болесника имају оштар бол у једном делу ногу или куку и укоченост у другим деловима.
- Сензације бола могу бити само у леђима или се шире све до стопала.
- Бол је ирадирајућег карактера и следи дерматомску дистрибуцију површног и дубоког бола. Бол који не ирадира испод колена буди сумњу на на постојање псеудорадикуларног бола.[9]
- Бол често почиње полако, јавља се након стојања или седења, ноћу, након кијања, кашаља, или смеха
- Бол се јавља након савијања уназад или након више метара ходања, и изазван је сужењем кичменог канала.

Утрнулост, парестезије или слабост мишића
- Јавља се дуж ишијадичног живца почев од доњег дела леђа, дуж ноге све до стопала. У неким случајевима бол се може јавити у једном делу ноге а укоченост у другом.
- Парестезије у виду пецкања или убода игле, губитак осећаја, често у прстима или делу стопала.

Губитак контроле функција мокраћне бешике или црева
- Ово је знак, оштећења нерава кауде еквине (коњског репа) [г], на сву срећу јавља се доста ретко, али представља озбиљно стање које захтева хитно лечење.[17]

## Дијагноза

#### Историја болести
Историја болести а посебно њен део анамнеза болесника има за циљ прикупљања свих релевантних информација, које су битне за откривање стварне природе и узрока тегоба код ишијаса и тачно постављање дијагнозе могућих поремећаја. Анамнеза мора да буде потпуна и тачна и зато се сва питања постављају по тачно одређеном редоследу за ову врсту поремећаја. При узимању података треба утврдити локализацију и јачину бола, губитак мишићне снаге, поремећај сензибилитета, трајање болести, ток и узроци који појачавају бол (кашаљ, кијање), утицај одмора и покрета на бол и могућност обављања дневних активности.
Сви подаци добијени на овај начин, заједно са подацима добијеним током физичког прегледа и допунских испитивања, се уносе у образац који се зове историја болести и од изузетног су значаја за постављање дијагнозе могућих поремећаја у организму код ишијаса.

#### Објективан (физикалан) преглед
То је поступак којим се утврђују објективне промене у организму болесника, могући знаци знаци болести код ишијаса. Објективан (физикалан) преглед се обавља коришћењем основних физикалних метода како би се уочиле промене у лумбосакралном делу и доњим удовима које могу да настану у току ишијаса. Посебан значај даје се неуролошком прегледу и испитивању моторике, функција и проводљивости живаца, пре свега утврђивањем присуства патолошких рефлекса на доњим удовима.
Неуролошки преглед код ишијаса укључује испитивање; Лазаревићевог знака и обрнутог Лазаревићевог теста, Ласегуевог теста, испитивање тетивних рефлекса (пателарни и Ахилов), сензибилитета (посебно по кожи спољашње и унутрашње стране стопала и ножног палца, тестирање снаге појединих мишића стопала и анализу хода на прстима и петама (са уочавањем разлике леве и десне стране).

#### Допунска испитивања

##### Радиографија
Иако су традиционалне метод рендгенског снимања меких ткива (као што су хрскавичави дискови, мишићи, нерви итд) ограничене, због мањих могућности снимања применом класичних рендгенских зрака, она се све мање користи у дијагностици ишијаса, али се и даље примењује у диференцијалној дијагностици промена на кичменом стубу; тумора, инфекције, прелома, ишчашења итд.
Упркос ових ограничења, класично рендген снимање и даље игра улогу у релативно јефтиној дијагностици и диференцијалној дијагностици могућих узрока ишијаса (код сумње на постојање хернијације диска, повреда, реуматичних болести) али се тек применом, осталих метода дијагностике са већим поуздањем може утврдити коначна дијагноза.
| Спинална стеноза | Дискус хернија | Спондилолистеза | Спондилитис |
| ---------------- | -------------- | --------------- | ----------- |
|                  |                |                 |             |

##### Компјутеризована томографија
је веома поуздана метода у дијагностици дискус херније, и других промена на коштанозглобном и мишићном систему, јер може да прикаже облик, величину кичменог канала, његов садржај, околне структуре, укључујући и стање меких ткива.

##### Магнетна резонантна томографија()
је дијагностичка метода која даје тродимензионалну слику кичмене мождине, нервних коренова, и околног подручја, и прикаже проширења, дегенерацију, као и туморе кичменог стуба. (MRT) даје бољи и поузданији приказ меких ткива од.

##### Мијелографија()
је радиолошка метода снимања спиналног канала кичме и кичмене мождине, након убризгавања инјекције контрастног средства у цереброспинални ликвор.  применом контрастног материјала може да покаже, промене у кичменом каналу и присуство структура које изазивају притисак на кичмену мождину или живце, као што су хернијација диска, тумори, или остеофити кичме. Миелографија даје још боље резултате и квалитетнији приказ оштећења, нарочито ако се комбинује са  (тада носи назив компјутеризована CT миелографија).

##### Дискографија
Дискографија је специјализована радиолошка метода снимања међупршљенских дискова, у којој се контрастно средство убризгава у један или више међупршљенских дискова. Контрастно средство се након просветљавања рендгенским зрацима може видети на рендген снимку у виду „обојених поља“ која дају информације о морфологији диска или дискова. Овај тест се може урадити као непосредна припрема за операцију на кичми, у току операције, или када се не може јасно одредити који диск је узрок симптома ишијасног бола.

##### Електромиографија()
ЕМГ мери брзину спровођење електричних импулс дуж нервних коренова, периферних нерава и мишићног ткива, чиме се открива постојање и локализација оштећење нерава и мишића, али и успешност лечења нерава и мишића. Промене у електромиографској кривуљи при вољном стезању (контракцији) мишића различите су при оштећењу периферног живца мишића и директно су пропорционалне са величином оштећења. Електромиографија је додатна метода дијагностике код ишијаса којом се добијају подаци о оштећењима изазваним хернијацијом диска, повредом нерава итд, што је од заначја у диференцијалној дијагностици оштећења нерава на другим локацијама ван кичменог стуба.

## Терапија
Ишијас изазван дискус хернијом је заједничка поремећај који се успешно може лечити и без примене оперативног захвата у 95% пацијената, у року од 1 до 12 месеци, што омогућава неколико доктринарних принципа дизајнираних за ову врсту болести, које имају за циљ да убрзају опоравак болесника и омогуће му што бржи повратак његовим ранијим друштвеним и професионалним активностима. Болесника треба саветовати да све време лечења буде активан и да настави са ранијим активностима јер привремено мировање (лежање) умањује симптоме, али не обезбеђује брзи опоравак.

#### Конзервативно лечење
Употреба аналгетика, нестероидних антиинфламаторних лекове, епидуралних инјекција стероида, има за циљ да ублажи или уклони бол и побољша квалитет живота. Одмор у кревету, системска примена кортикостероида у терапији, балнеотерапија и кинезитерапија, имају такође позитиван учинак у процесу лечења.

#### Оперативно лечење
Након комплетне дијагностике, која треба да обухвати процену физичких, психолошких, социјалних и професионалних фактора којим је изложен, болеснику може бити предложен хируршки начин лечења, и то само код оних са упорним болом и тежим оштећењем нервних корена. Хируршки начин лечења има успешност код око 50% оперисаних, при томе је избор методе ирелевантан јер не постоји довољан број студија које фаворизују одређену методу. Постоперативне компликације се могу јавити у 1% до 3% оперисаних.
Хируршка интервенција може да обезбеди болеснику брже ослобађање од бола и других субјективних тегоба у односу на конзервативно лечење, али не и веће разлике у односу на степен успеха после једне или две година (показала су бројна истраживања). Ова разлика у ефикасности лечења је углавном резултат мањег побољшања стања болесника са проблематиком горњих лумбалних сегмената након конзервативног лечења.
Зато болесник и лекар, треба заједнички и правилно да процене корист и штету (за сваку ситуацију посебно) и да онда изврше правилан избор начина будућег лечења, које у каснијем животу болесника може имати негативан утицај.

## Компликације
Већине болесника оболелих од ишијаса у потпуности се опорављају, често и без икаквог посебног лечења, али ишијас може прећи у хронични облик поремећаја у случају трајног оштећења нерава. У зависности од тога шта је узроковало компресију и оштећења нерава могу настати компликације;
- Губитка осећаја (сензибилитета) у погођеној нози.
- Губитак функције кретања у погођеној нози.
- Поремећај функције црева или мокраћне бешике.
- Компликације након хируршког лечења[27]

## Превенција
Превенција ишијаса, често је пуна потешкоћа, јер је један од главних узрока појаве ишијаса постепено пропадање слабинско-крсне кичме (доњи део леђа) која настаје као природни процес старења са годинама. Иако се због старењем појава ишијаса не може у потпуности спречити, применом разних мера велики број особа се може са њим носити - или чак избећи - симптоме који би иначе постали све израженији и неподношљивији.
Физичка активност
Најважнија мера превенције је јачање снаге мишића што обезбеђује стабилност доњег дела кичменог стуба и растерећује међупршљенске просторе неравномерног притиска. Програм вежби, треба да укључе једну или више следећих активности:
- Ходање
- Трчање
- Пливање
- Вежбе са теговима
- Вежбе истезања (тракције) и обликовања тела (гимнастика).

Остале мере
- Избегавати дизање терета у лумбалној флексији,
- Избегавати изложеност вибрацији
- Покрете у кичми треба обављати са што мање трзајно-ротационих покрета.
- Редукција телесне тежине (гојазне особе),
- Промена професије и стила живота, односно навика (уколико је то од утицаја на даљи ток болести).